# El Collado (Santa María de los Caballeros)
El Collado es una pedanía que pertenece al municipio de Santa María de los Caballeros, en la Comarca de El Barco de Ávila - Piedrahíta, provincia de Ávila, España. Situada a 1094 metros de altitud,linda al norte con La Horcajada (Ávila), al este con Carrascalejo (Ávila), al oeste con San Lorenzo de Tormes y Vallehondo y al sur con el núcleo principal de Santa María de los Caballeros y la pedanía de Los Cuartos. Según el censo del INE de 2015, cuenta con 17 habitantes.